# H.C. Glahn (arkitekt)
 For alternative betydninger, se H.C. Glahn. (Se også artikler, som begynder med H.C. Glahn)
Henrik Christopher Glahn (født 12. april 1850 i Nykøbing Falster, død 14. oktober 1931 sammesteds) var en dansk arkitekt. 
H.C. Glahn var søn af tømrermester og arkitekt Otto Glahn og Eccartine Marie Gram og kom i tømrerlære hos faderen og blev svend 1870. Han kom til København, derpå tegnede han i Det tekniske Institut og hos Vilhelm Kyhn, og blev af denne dimitteret til Kunstakademiet, hvor han begyndte i januar 1870 og juleaften 1877 fik afgangsbevis som arkitekt. I mellemtiden havde han dels tegnet hos forskellige arkitekter, dels været konduktør for J.D. Herholdt på ombygningen af Herlufsholm. I 1879 udstillede han projekt til et rådhus i Vejle, udført sammen med Ludvig Clausen. Ligesom faderen interesserede Glahn sig for landbrugsbyggeriet, der blev hans primære indsatsområde. Han opnåede ved støtte fra den kendte godsejer Edward Tesdorpf til Orupgård i 1878 rejseunderstøttelse fra Det Classenske Fideikommis, Landhusholdningsselskabet og Den Raben-Levetzauske Fond, og foretog med anbefalingsbreve fra Tesdorpf en frugtbar rejse i Tyskland og Østrig.
H.C. Glahn overtog 1879 sin fars virksomhed og levede derefter i Nykøbing Falster som tømmerhandler, bygmester og arkitekt. Han var en dygtig bygmester og byggede mange offentlige bygninger, for eksempel stationer, kirker og et epidemihospital. Hans hovedvirke var opførelsen af landbrugsbygninger. H.C. Glahn byggede for det meste i ganske nøgterne former eller betjente sig af en eklektisk stil. Senere nærmede han sig nationalromantikken.
I Nykøbing lærte han den fremragende skibsbygmester E.C. Benzons konstruktioner at kende, og på sine studierejser, først og fremmest i Mecklenburg og Hannover, stiftede han bekendtskab med en moderne type landbrugsbygninger med flade tage, dækket med tagpap. Ved en kombination af sine erfaringer skabte Glahn fra omkring midten af 1890'erne på Lolland-Falsters storgårde de anselige lader og stakhjælme med lette trækonstruktioner og firkantet profil, som også blev en nyskabelse på æstetikkens område.
Han var medlem af Akademisk Arkitektforenings bestyrelse, 1900-07 medlem af byrådet i Nykøbing F., formand for Teknisk Skole i Nykøbing F. fra 1929 og æresmedlem af Industri- og Håndværkerforeningen. Han udstillede på Charlottenborg Forårsudstilling 1879 og Rådhusudstillingen 1901. Han var ridder af den russiske Skt. Stanislaus Orden.
Sønnen Carl Einar Glahn blev også arkitekt.

## Værker
- Nørregårds hovedbygning
- Sædingegårds hovedbygning (1881)
- Ombygning af Rosenfeldt 1882
- Pakhus i Gedser Havn (1886, udpeget som bevaringsværdigt)
- Gyldenbjerg Kirke ved Orehoved (1889)
- Stensby Kirke ved Vordingborg (1890-1891)
- Sygehuse i Nykøbing Falster (1893) og Maribo (1894)
- Pandebjergs hovedbygning
- Bygning ved Nykøbing Falsters Hospital (1895)
- Udvidelse af Bispegården (1895)
- Arresthuset i Nysted (1895-1896)
- Maribo Katolske Kirke (1897) og præstebolig (1900)
- Kommuneskoler i Nykøbing Falster (1898)
- Restaurering af Tsarens Hus i Nykøbing Falster. (1898)
- Spir på Radsted Kirke (1898) og på Sankt Nikolai Kirke (Nakskov) (1906)
- Mindestøtte for Erhard Frederiksen (1903) i Maribo
- Frimurerlogen, Brovejen 2 (1908 i Nykøbing Falster)
- Nationalbankens filial, Dronningensgade 24 (1908 i Nykøbing Falster)
- Sakskøbing Sukkerfabrik (1909-1910)
- Stationerne på Stubbekøbing-Nykøbing-Nysted Banen (1910-11), herunder Nysted Station (nedlagt), Jernbanegade 24 (udpeget som bevaringsværdig)
- Nysted Posthus, Jernbanegade 22 (1911, udpeget som bevaringsværdigt)
- Nakskov Amtssygehus (1911-1912)
- Katolsk trækirke Hoskiærsvej, Nakskov (1913), nedrevet omkr. 1920
- Udvidelse af hovedbygningen på Frederiksdal (1914)
- Kapel, Nakskov Kirkegård (1915)
- Stald- og ladebygninger på Næsbyholm, ladebygninger på Højbygaard (1898), Christiansdal (1903), Rosenlund (1907), Saunsøgård (1908) og Saksfjedgård (1910)
- Stakhjælm på Fuglsang (1904)
- Svanholm Gods (1908)